# Phasmophaga americana
Phasmophaga americana là một loài ruồi trong họ Tachinidae.